# Teatry w Krakowie

## Historia teatrów w Krakowie

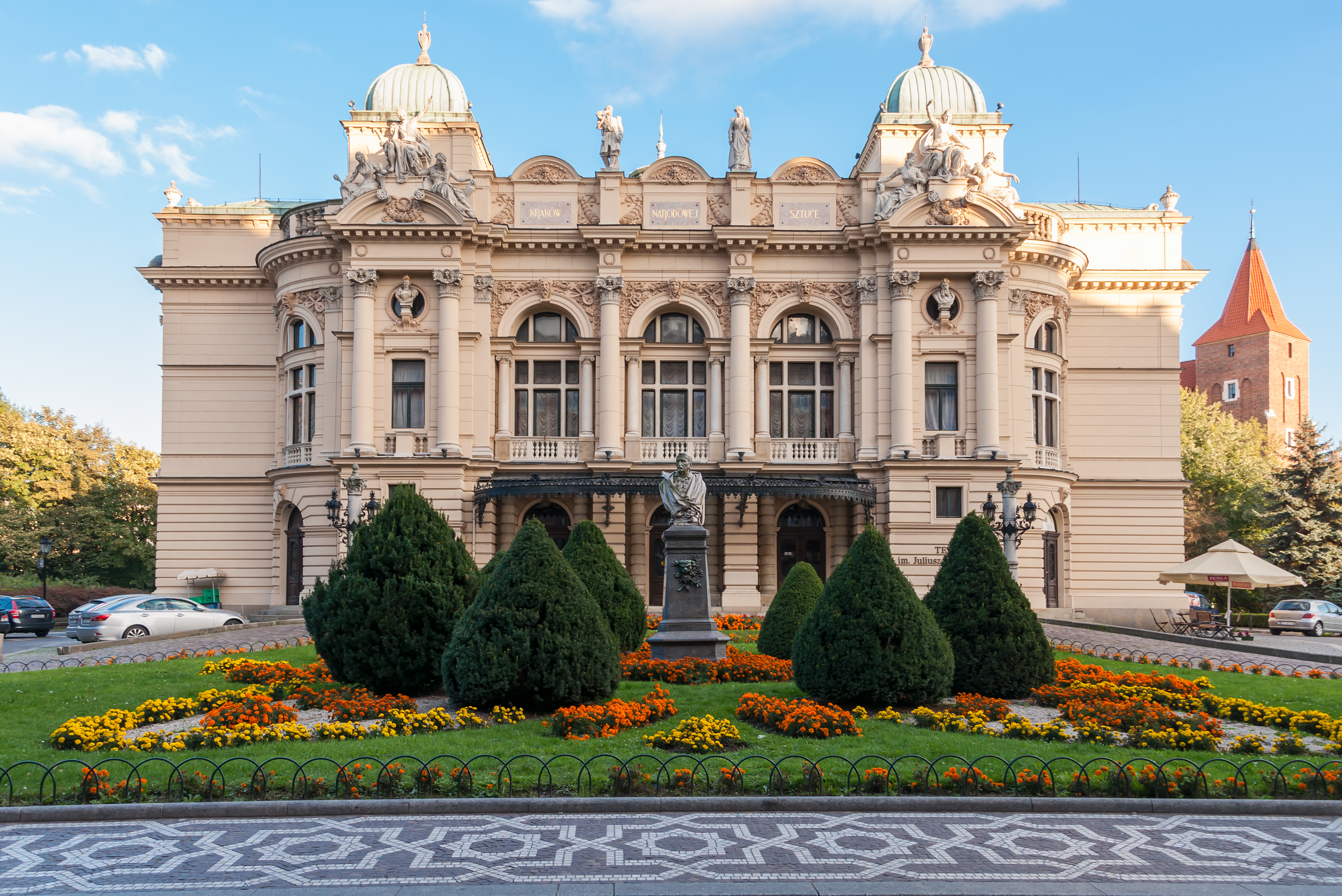
Teatr im. Juliusza Słowackiego

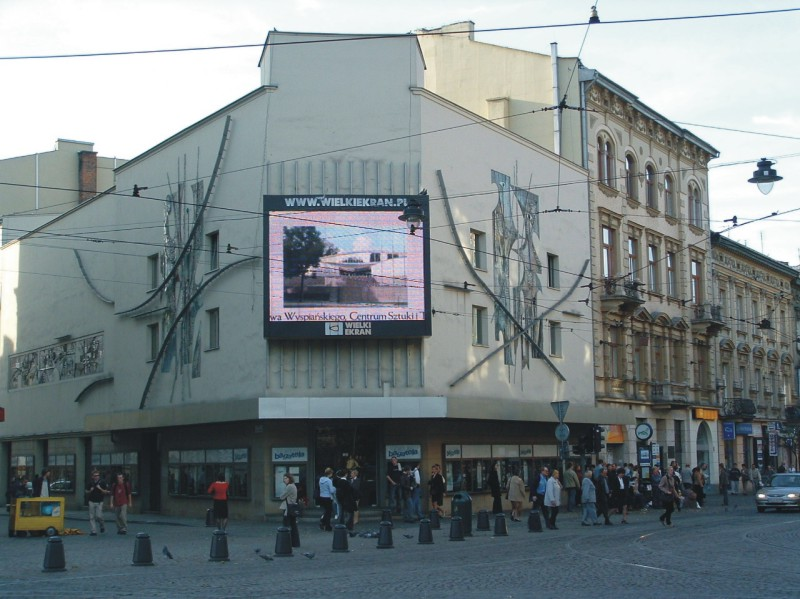
Teatr Bagatela

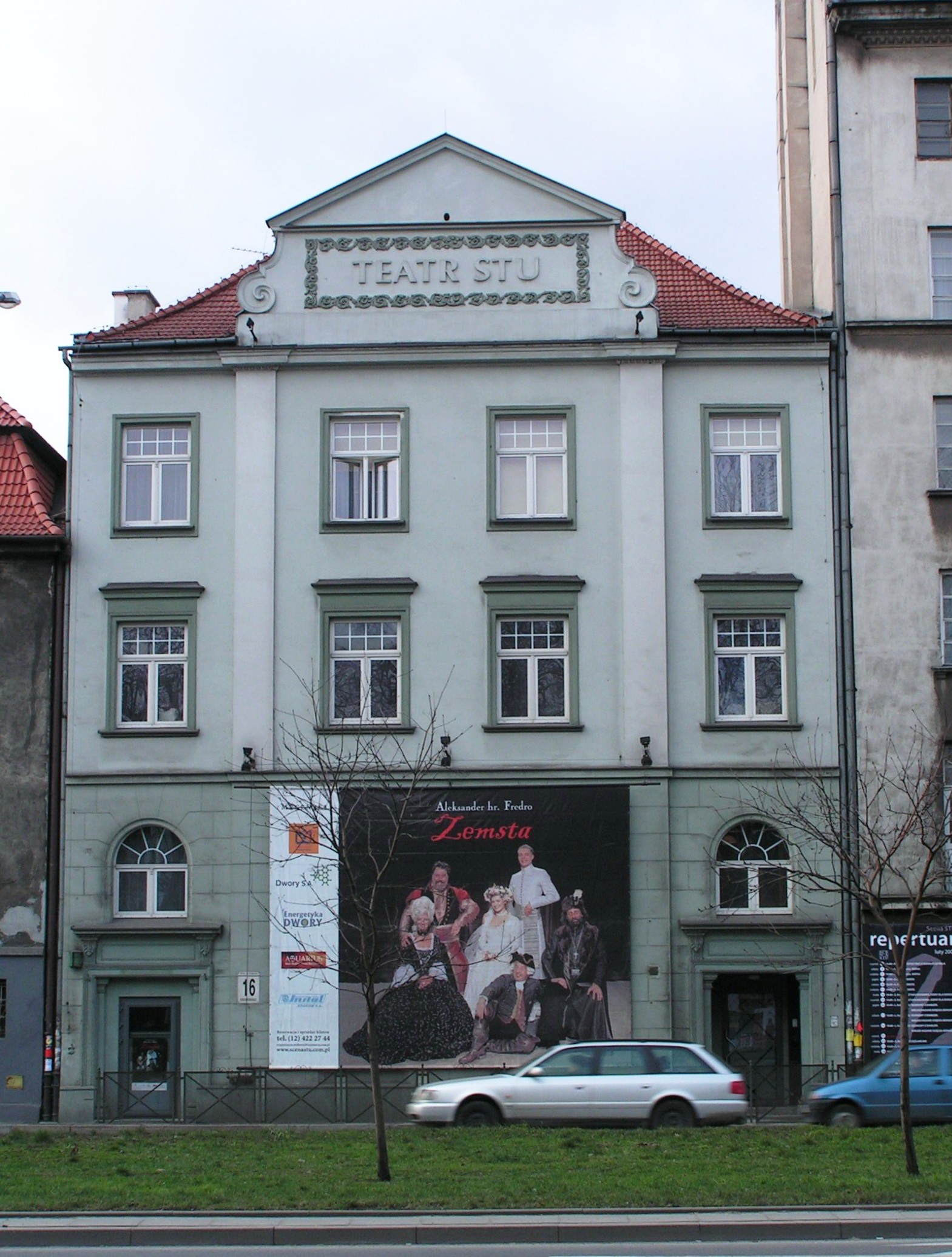
Teatr STU

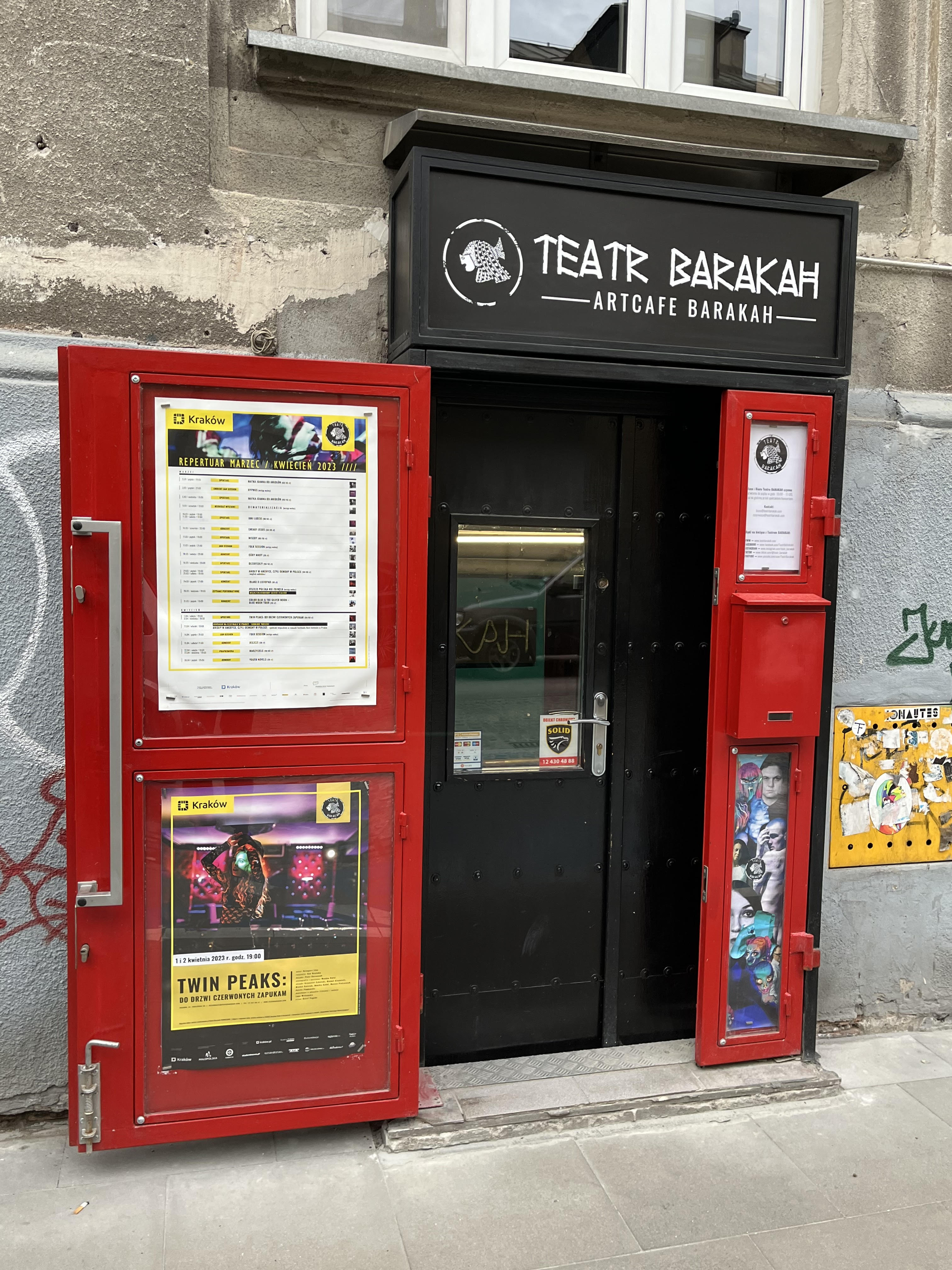
Teatr BARAKAH

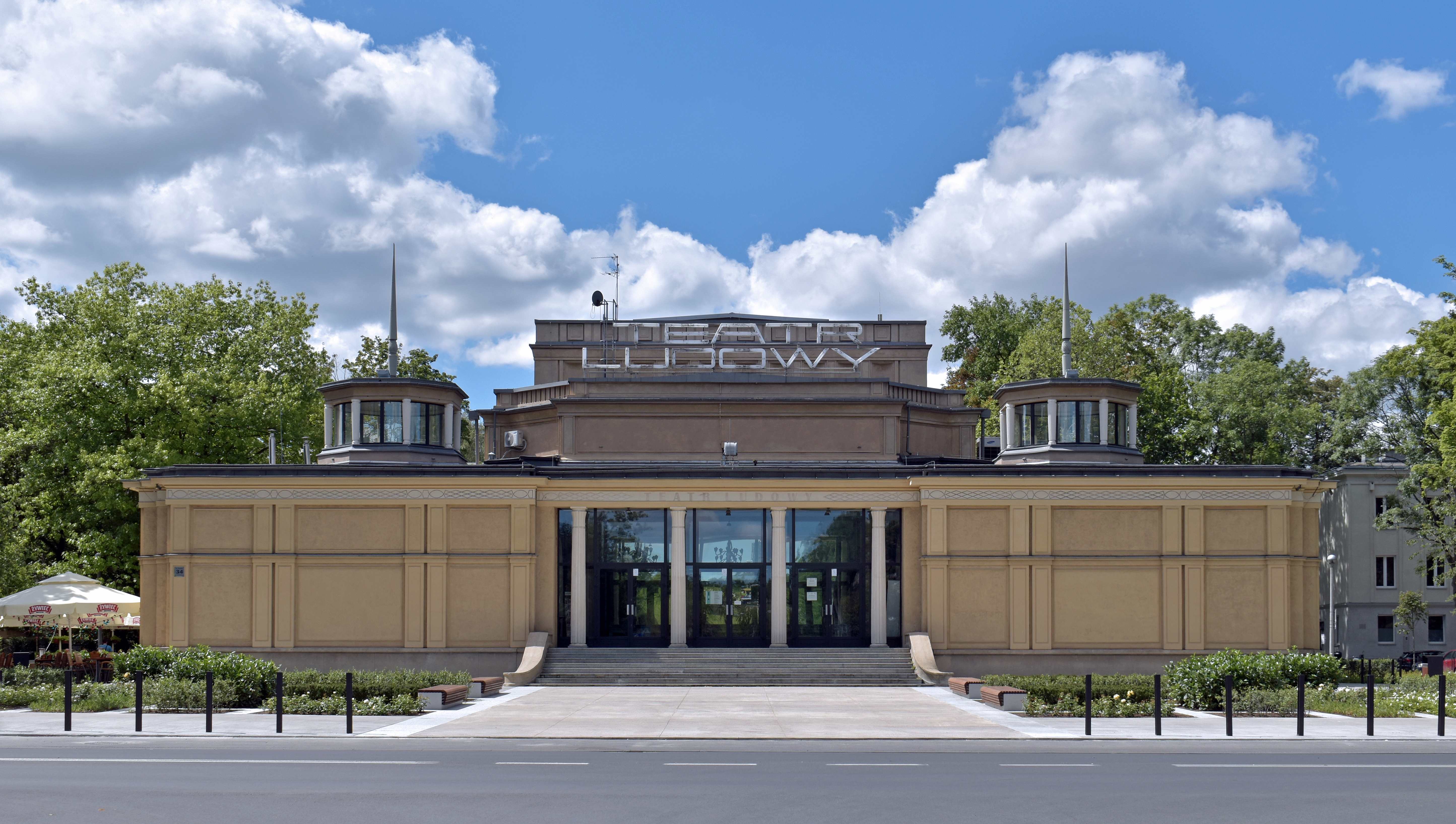
Teatr Ludowy

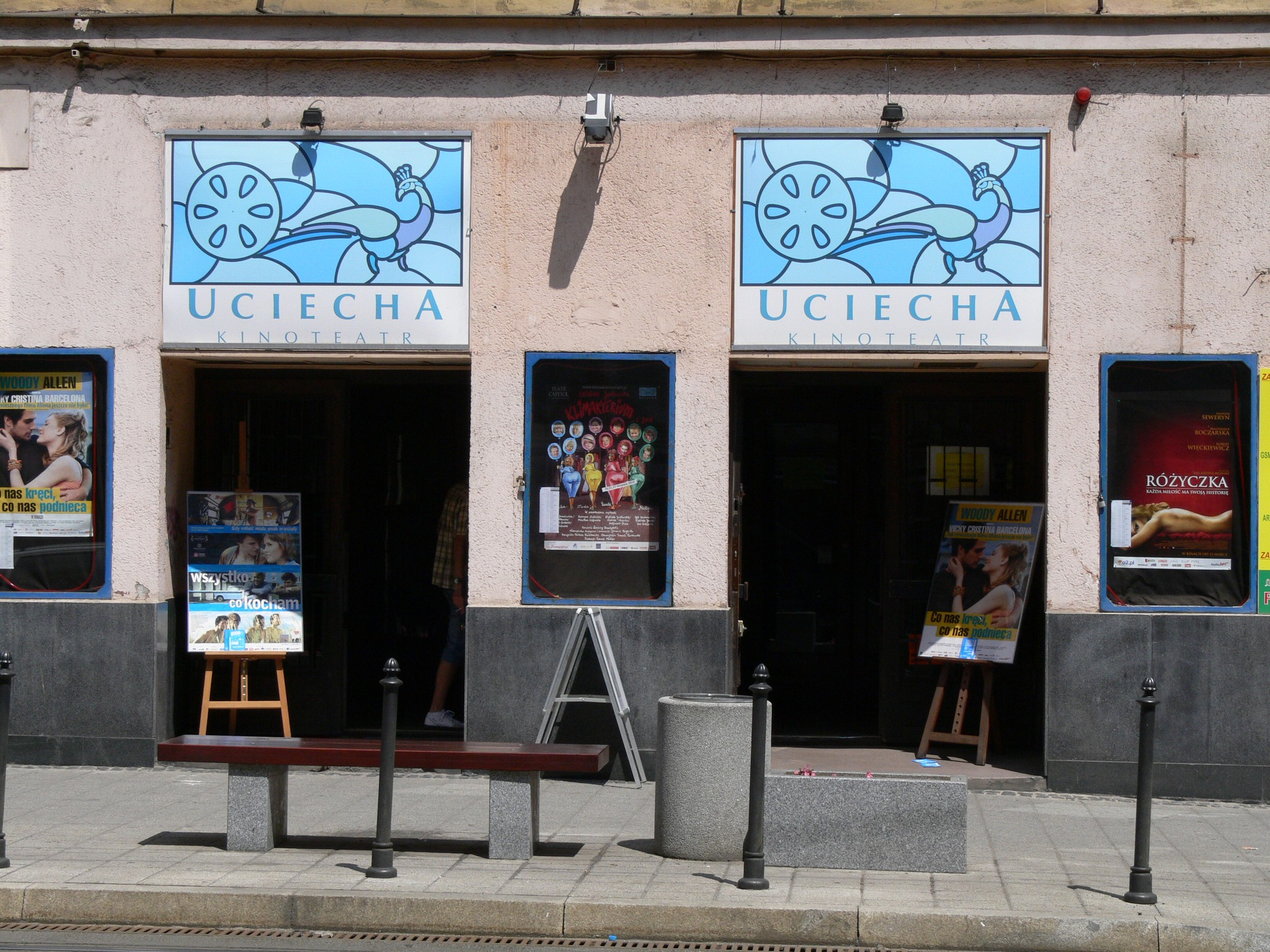
Kinoteatr Uciecha

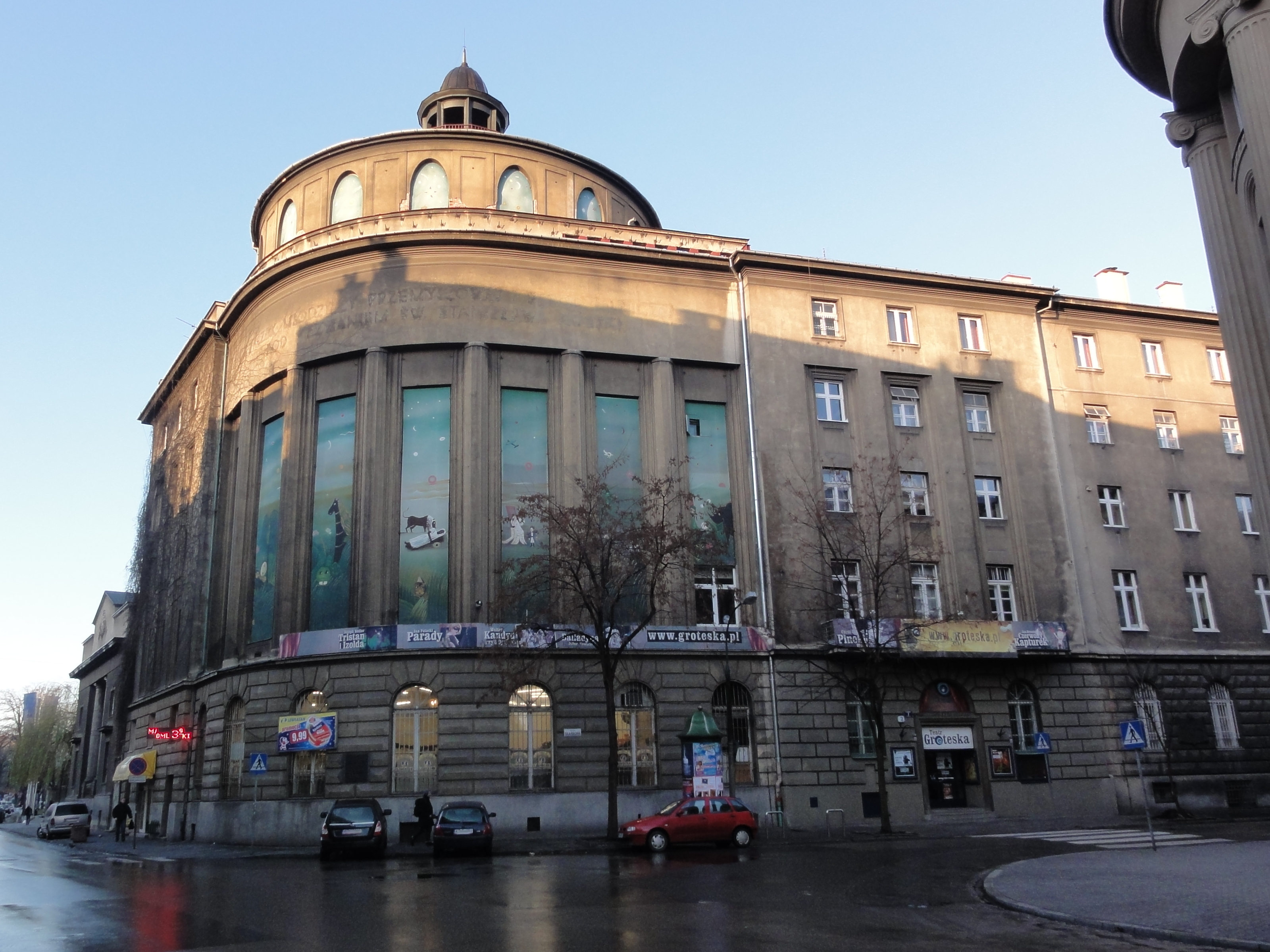
Teatr „Groteska”

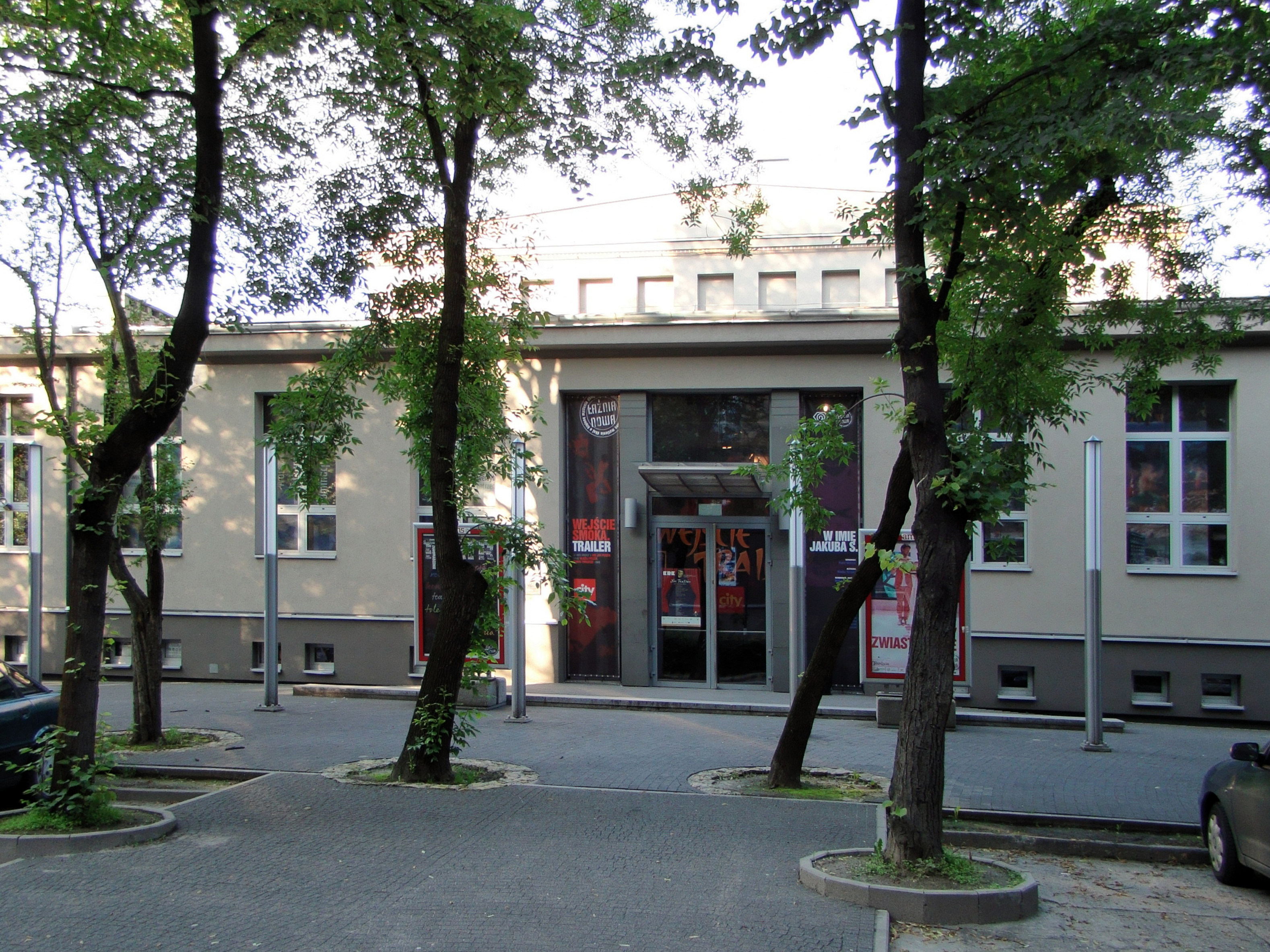
Teatr Łaźnia Nowa

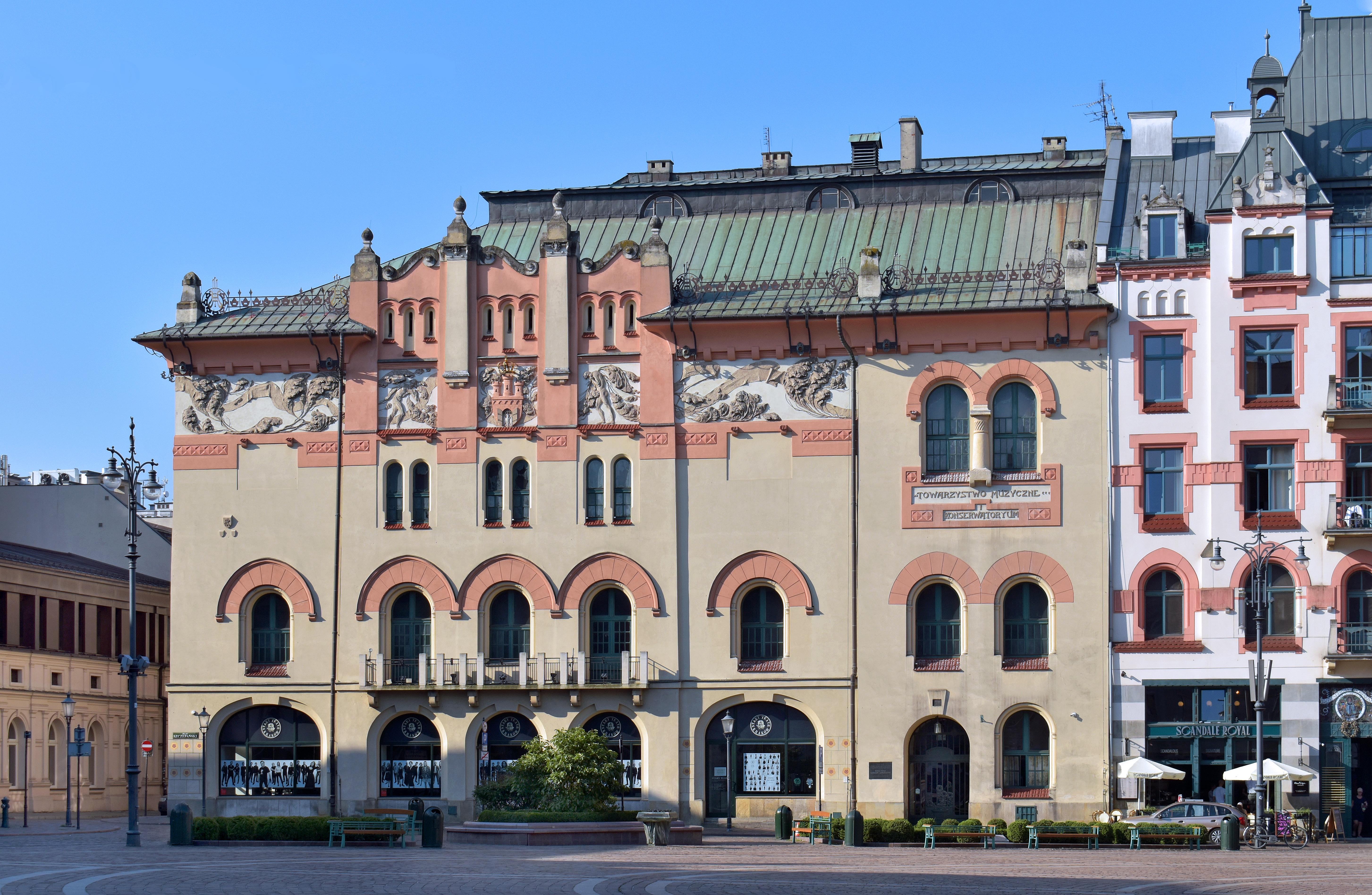
Teatr Stary w Krakowie

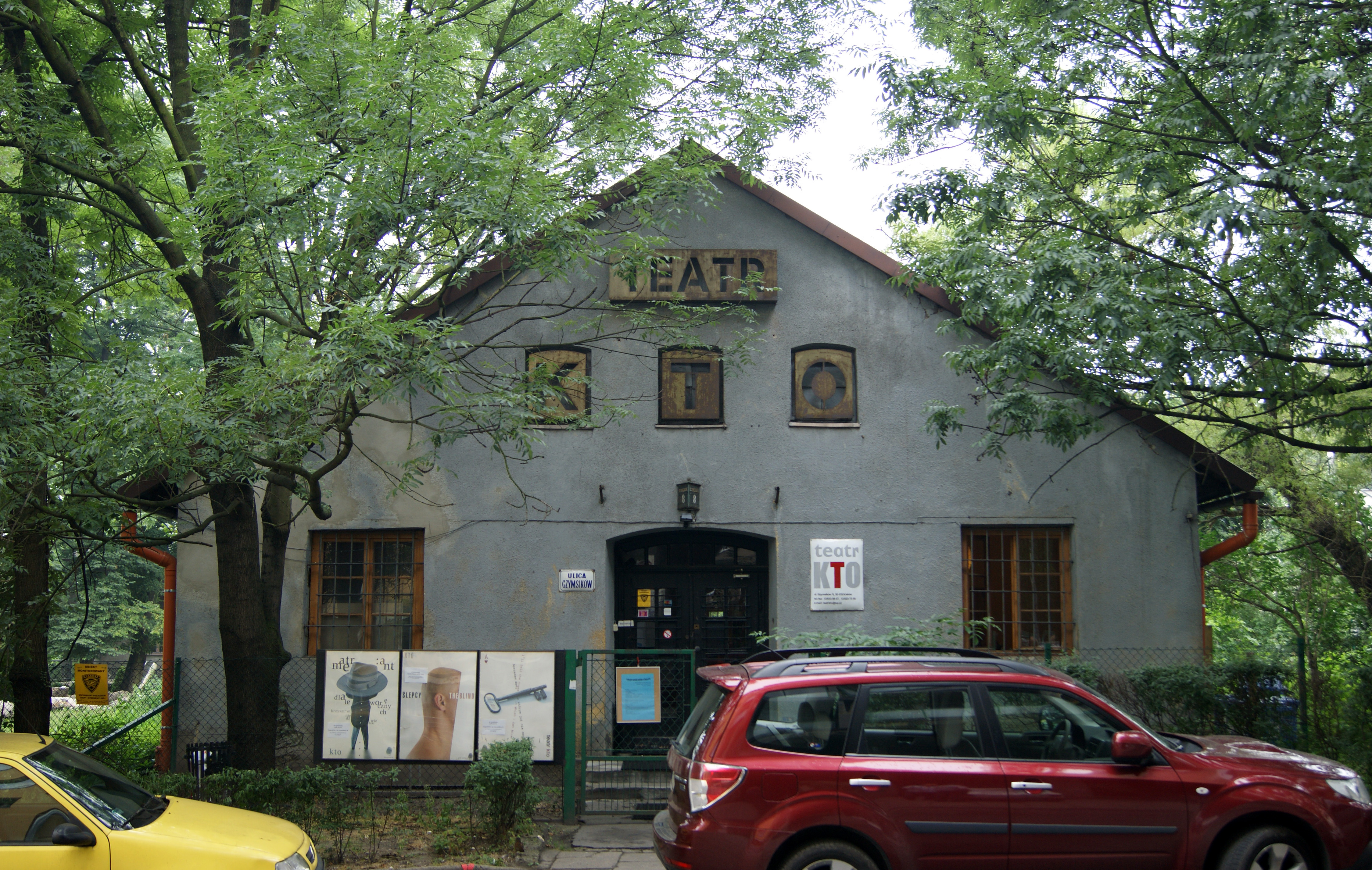
Teatr KTO

W Krakowie zarówno budynki mieszkalne, jak i hale kulturalne odgrywały ważną rolę w procesie urbanizacji. Do dzisiejszych czasów przetrwało wiele teatrów, jednak tylko niektóre pozostały w niezmienionej formie. Pomimo że były przebudowane w znacznym stopniu, często używane do innych celów, czy też zniszczone, nadają miastu specyficzny klimat. Odgrywają także dużą rolę w rozwoju sztuki teatralnej, w której Kraków zajmuje szczególnie wysokie miejsce.
Stały, publiczny teatr w Krakowie powstał dzięki ideom polskiego oświecenia, lecz gdy w roku 1781 Mateusz Witkowski przybył tu z Warszawy, mógł jedynie używać sali starego Lubomirskiego Teatru w Pałacu Spiskim. Inne pomieszczenia były za małe i zbyt prymitywne. Nawet duża sala w Pałacu Spiskim, która była już użytkowana od 1725 roku, była daleka od ideału. Kiedy więc Jacek Kluszewski chciał otworzyć swój własny teatr, musiał znaleźć lepsze miejsce. W tym celu architekt Szczepan Humbert w roku 1799 przebudował dwa domy przy ulicy Jagiellońskiej. Teatr ten istnieje do dziś i jest dobrze znany jako Stary Teatr. Kluszewski kierował teatrem do roku 1830, kiedy to władze miasta mianowały Jana Miroszewskiego na dyrektora. Stary dyrektor zażyczył sobie tak wysokiej ceny za wynajem, że nowy antreprener (według ówczesnej nomenklatury dyrektor) był zmuszony zaadaptować opuszczony kościół Św. Urszuli dla potrzeb teatru. Istniejące sale teatralne były zbyt małe, a ich wyposażenie – zbyt biedne; poza tym zajmowały je głównie amatorskie trupy. W Krakowie istniało także parę sal balowych, na których pokazywano sztuki podczas bankietów. Jednym z najbardziej znanych jest Pałac Saski otwarty w 1803 roku.
W mieście pilnie trzeba było zbudować teatr. Miejscowy architekt Sebastian Alojzy Sierakowski w latach 1816–1820 stworzył wiele różnorodnych projektów, m.in. budynku, który miałby stać na Rynku Głównym i być połączony z Wieżą Ratuszową, lub na Placu Szczepańskim w miejscu zniszczonego kościoła Św. Szczepana. Jego projekty były utrzymane w klasycznym stylu z monumentalną fasadą. W podobnym stylu swoje propozycje przedstawili inni architekci, np. Feliks Radwański jr. i Feliks Księżarski. Władze jednak nie mogły sobie pozwolić na tak drogą inwestycję i bardzo chętnie wykorzystały okazję, gdy spadkobierca Kluszewskiego oferował sprzedaż teatru. Do tego dokupiono jeszcze jeden dom i zatrudniono Karola Kremera oraz Tomasza Majewskiego, aby przebudowali teatr. Budynek, otwarty 1 stycznia 1843 r., znów był jedynym teatrem w mieście. Istniało także kilka amatorskich teatrów, jednak ich sale były raczej w kiepskim stanie, podobnie jak w letnich teatrach (Ogród Angielski, Ogród Strzelecki). Powstało także kilka drewnianych aren cyrkowych, np. na ul. Wielopole, która była w użytku do 1913 r.
Taki stan rzeczy był bardzo niesatysfakcjonujący. Miasto miało dużo większe ambicje w stosunku do architektury i teatrów. Jedna z najlepszych trup, pod kierownictwem Hilarego Meciszkowskiego, potem Stanisława Koźmiana, grała tutaj. Nic dziwnego, że w latach 70. XIX w. budowa nowego teatru była bardzo pożądana. Decyzję o budowie dodatkowo przyspieszył tragiczny pożar w wiedeńskim Ringtheater w 1881 r. Okazało się, że zabezpieczenia przeciwpożarowe w krakowskim teatrze także są złe. Zewnętrzne schody poprawiono, jednak było to tylko tymczasowe rozwiązanie. Władze ciągle opóźniały budowę, bojąc się dużych wydatków. Dopiero gdy Karol Kruzer, posiadacz sporych włości na Podolu, nakazał w swoim testamencie przeznaczyć część majątku na budowę nowego teatru w Krakowie, można było przedsięwziąć bardziej konkretne czynności.
Podstawowym problemem była lokalizacja przyszłego teatru. Wybór dobrego miejsca wiązał się z właściwym funkcjonowaniem budynku. Było wiele sugestii, jednak większość z nich nie była zgodna w wymaganiami. W efekcie poważnie pod uwagę brano tylko dwa miejsca: Plac Szczepański i Plac św. Ducha. Pierwszy był zajmowany przez targowisko, zaś drugi w dużej mierze przez wartościowe stare budowle. Miłośnicy antyku żądali, aby wszystkie postumenty zostały odnowione, jednak władze zdecydowały inaczej. Wbrew wielu protestom nowy teatr miał zostać wzniesiony tutaj. Ogłoszono otwarty konkurs na projekt teatru. Nadeszło 21 prac z całej Europy, m.in. od tak znanych architektów jak: Emil von Förster, Heinrich Seeling, Vratislav Pasovský, Alphons Gosset, a z Polski Leonard Marconi, Teodor Glatz czy Ludwik Feczko. Wspólna praca dwóch wiedeńskich architektów, Ferdynanda Fellnera i Hermana Helmera oraz krakowskiego architekta Tomasza Prylińskiego wygrała 1. nagrodę. Władze nagle jednak zrezygnowały z ich projektu i ogłosiły nowy, tym razem zamknięty konkurs. Wzięli w nim udział tylko polscy architekci. Po pewnych trudnościach w wyborze w końcu władze powierzyły budowę Janowi Zawiejskiemu.
Zawiejski udowodnił, że jest dobrym wykonawcą i w ciągu trzech lat wybudował na Placu Św. Ducha Miejski Teatr, który obecnie nosi imię Juliusza Słowackiego. Większość prac wykonali miejscowi robotnicy, tylko niektórymi zadaniami zajęły się zagraniczne firmy dekoratorskie. Powstały budynek był typowy dla stylu architektonicznego drugiej połowy XIX w.  Po otwarciu nowego teatru w 1893 r. pojawił się problem, co zrobić ze starym budynkiem teatru. Zdecydowano, że zostanie on odnowiony i przebudowany, a także wzbogacony o salę koncertową i elegancką restaurację. Do pracy wynajęto dwóch architektów – Tadeusza Stryjeńskiego i Franciszka Mączyńskiego. Stworzyli oni całkowicie nowe oblicze budynku. Otwarty w 1906 r. stał się wyróżniającym się przykładem polskiej nowoczesnej sztuki.
Pomimo to miasto wciąż potrzebowało pilnie nowych inwestycji. Niefortunnie plan budowy teatru Ludowego przy ulicy Wielopole nie doszedł do skutku. „Bezdomny” Teatr Ludowy wciąż jednak występował i to dla szerokiej publiczności. Z braku stałego miejsca aktorzy grali na obwoźnych scenach np. przy ul. Rajskiej czy Lubicz lub w halach pofabrycznych.
Z nastaniem nowego wieku kino stawało się coraz popularniejsze. Adaptowano wiele możliwych miejsc, lecz z czasem zaczęto budować specjalne budynki. Szczególnie interesującymi inwestycjami były wówczas w Krakowie Kino „Wanda” oraz Kino „Uciecha”, które jako pierwsze w mieście zastosowało aparaturę dźwiękową i pokazywało publiczności filmy dźwiękowe. Powstawały wtedy także licznie kabarety, wystawiające swoje sztuki na małych scenach. Dwa z nich istniały w hotelach Union oraz Royal, także na ul. Sarego 17 istniało „Colloseum”, jednak najbardziej znanym był Kabaret Zielony Balonik dekorowany przez Franciszka Mączyńskiego i Karola Frycza.
Niedługo po odzyskaniu niepodległości, w 1919 r. wybudowano nowy teatr w Krakowie. Został zaprojektowany przez Janusza Zarzeckiego i utrzymany był w stylu małych francuskich teatrów z początku XIX w. W całości został ufundowany przez prywatnego właściciela. W roku 1928 Teatr Bagatela został zniszczony przez pożar. Po odbudowie jednak nie wrócił już nigdy do oryginalnej formy – budowniczowie nadali mu bardziej geometryczny kształt, zarówno z zewnątrz jak i w dekoracji wnętrza. Styl ten dominował w architekturze lat 30. także w innych budynkach jak np. Filharmonia Krakowska czy Dom Studencki Żaczek przy Błoniach.
W okresie niemieckiej okupacji wszystkie kulturalne kręgi, w tym architektura, upadły prawie całkowicie. Potajemne teatry dla Polaków odgrywane były w prymitywnych warunkach mieszkaniowych. Miejscowej ludności zabroniono wchodzić do Teatru im. Juliusza Słowackiego. Teatr Stary stał się oficjalnym teatrem dla Polaków.
Po roku 1945 życie teatralne zostało odrodziło się dzięki innej polityce i lepszym warunkom socjalnym. Powstało wiele nowych centr. Okres ten można skategoryzować jako ciągłe poszukiwanie nowych teatrów i domów sztuki. Ludzie szukali miejsc dla opery, trup dramatycznych, operetek, kin, cyrków i różnorodnych pokazów. Nie powstał jednak ani Teatr muzyczny ani Wielki Teatr w Nowej Hucie. Zamiast tego wybudowano mały teatrzyk w Hucie oraz dzisiejszy Teatr Ludowy. Wiele adaptacji i renowacji zostało poczynionych. Czasem były udane, jak np. wewnętrzna dekoracja Teatru Kameralnego, czasem mniej jak np. w Teatrze Bagatela czy Operetce w teatrze obwoźnym przy ul. Lubicz.

## Teatry repertuarowe
- Krakowski Teatr Scena STU

Al. Krasińskiego 16-18
- Teatr Lalki, Maski i Aktora Groteska

ul. Skarbowa 2
- Narodowy Stary Teatr im. Heleny Modrzejewskiej

Duża Scena
ul. Jagiellońska 1
Nowa Scena
ul. Jagiellońska 1
Scena Kameralna
ul. Starowiślna 21
- Teatr BARAKAH

ul. Paulińska 28
- Teatr Bagatela

Duża Scena
ul. Karmelicka 6
Scena na Sarego
ul. Sarego 7
- Teatr im. Juliusza Słowackiego

Duża Scena
pl. św. Ducha 1
Scena Miniatura
pl. św. Ducha 2
- Teatr KTO

ul. Gzymsików 8
- Teatr Ludowy

Duża Scena
os. Teatralne 34
Scena Stolarnia
os. Teatralne 23
Scena Pod Ratuszem
Rynek Główny 1
- Akademia Sztuk Teatralnych im. Stanisława Wyspiańskiego w Krakowie

Scena im. St. Wyspiańskiego
Scena 210
Amfiteatr
ul. Straszewskiego 22
Scena Klasyczna
Scena Eksperymentalna
ul. Warszawska 5
- Teatr Łaźnia Nowa

os. Szkolne 25
- Teatr Nowy

ul. Krakowska 41
- Teatr Scena EL-JOT Krakowska Opera Kameralna

ul. Miodowa 15
- Teatr Lalki i Aktora Parawan

ul. Białoprądnicka 3
- Teatr Lektur Szkolnych

ul. Papiernicza 2

## Grupy teatralne
- Teatr Cricot 2
- Studio Teatralne Uniwersytetu Jagiellońskiego, Grupa Teatralna „Om”
- Scena Teatr Zależny
- Stowarzyszenie Mandala
- Stowarzyszenie Teatr Atelier - Kraków
- Stowarzyszenie Teatru Akne
- Teatr Dialog
- Teatr MIST
- Teatr Profilaktyczny w Krakowie
- Teatr Proscenium
- Stowarzyszenie Folklorystyczne Teatr Regionalny
- Teatr Scena „i”
- Teatr Biały Klaun
- Towarzystwo Teatralne „Miszung”
- Stowarzyszenie Teatr Mumerus
- Teatr Eloe
- Teatr Pod Mocnym Aniołem
- Grupa Musicalowa Mandragora
- Teatr Graciarnia
- Teatr Figur Kraków